# Myrtle Grove (Floryda)
Myrtle Grove – jednostka osadnicza w Stanach Zjednoczonych, w stanie Floryda, w hrabstwie Escambia.